# Oeneis yazawae
Oeneis yazawae är en fjärilsart som beskrevs av Matsumura 1919. Oeneis yazawae ingår i släktet Oeneis och familjen praktfjärilar. Inga underarter finns listade i Catalogue of Life.